# Adeliza Leuvenska
Adeliza Leuvenska († 1151.) bila je kraljica Engleza i Engleskinja kao druga supruga kralja Henrika I. Engleskog. Adeliza — poznata i kao Adelicija ili Adela — bila je kći leuvenskoga grofa Gotfrida I. i gospe Ide. Pastorka kraljice Adelize bila je carica Matilda.
Budući da je Henrik nadživio svog sina kojeg je rodila Matilda Škotska, nadao se da će mu Adeliza roditi sina, što se nije dogodilo.
Adeliza je nadživjela Henrika te se udala za Vilima d’Aubignyja, umrijevši 1151. godine. Adelizin i Vilimov sin bio je Vilim d'Aubigny, 2. grof Arundela.
| Prethodnik:     | Engleska kraljica | Nasljednik:       |
| Matilda Škotska | Engleska kraljica | Matilda Bulonjska |